# دبليو. هوارد ليستير
دبليو. هوارد ليستير (بالإنجليزية: W. Howard Lester)‏ هو شخصية أعمال أمريكي، ولد في 14 أغسطس 1935، وتوفي في 15 نوفمبر 2010 بسبب سرطان.